# Repubblica Socialista Sovietica Turkmena
La Repubblica Socialista Sovietica Turkmena o RSS Turkmena (in turkmeno: Түркменистан Совет Социалистик Республикасы, Türkmenistan Sowet Sosialistik Respublikasy, in russo: Туркменская Советская Социалистическая Республика Turkmenskaja Sovetskaja Socialističeskaja Respublika), anche conosciuta come Turkmenistan o Turkmenia, fu una repubblica costituente l'Unione Sovietica che esistette dal 1925 fino al 1991, quando fu dichiarata indipendente come Turkmenistan. Inizialmente, il 7 agosto 1921, era stata istituita come Oblast' Turkmeno. Il 13 maggio 1925 fu trasformata in Repubblica Socialista Sovietica Turkmena.
Sin da allora, i confini del Turkmenistan sono rimasti intatti. Il 22 agosto 1990 il Turkmenistan dichiarò la propria sovranità sulle leggi sovietiche e il 27 ottobre 1991 divenne indipendente come Repubblica del Turkmenistan.
Geograficamente, il Turkmenistan confinava con l'Iran, l'Afghanistan a sud, con il Mar Caspio ad ovest, con il Kazakistan a nord e con l'Uzbekistan ad est.

## Storia

### Annessione alla Russia
I tentativi dell'Impero russo di estendersi sul territorio turkmeno iniziarono nell'ultima parte del XIX secolo. Nel 1869 l'Impero mise piede nell'attuale Turkmenistan con la fondazione del porto sul Mar Caspio di Krasnovodsk (l'attuale Türkmenbaşy). Da lì, e da altre parti, marciò sul Khanato di Khiva e lo sottomise. Dato che le tribù turkmene, principalmente gli Yomud, prestavano servizio militare per il khan Khiva, le forze russe intrapresero raid punitivi contro Corasmia, sterminando centinaia di turkmeni e distruggendo i loro insediamenti. Nel 1881 i russi, sotto il generale Michail Skobelev, assediarono e conquistarono Geok Tepe, una delle ultime roccaforti turkmene, a nord ovest di Aşgabat. Con la sconfitta turkmena (che oggi è osservata come giornata di lutto nazionale e come simbolo di orgoglio nazionale), l'annessione dell'attuale Turkmenistan fu osteggiata solo da una debole resistenza. Nello stesso anno, i russi sottoscrissero un accordo con i Persiani e istituirono quello che essenzialmente rimane l'attuale confine tra Turkmenistan ed Iran. Nel 1897, un accordo simile fu sottoscritto tra russi ed afghani.
A seguito dell'annessione alla Russia, l'area venne amministrata come Regione Transcaspia dai corrotti militari nominati dal Governatore Generale del Turkestan, che si trovava a Tashkent. Negli anni '80 del XIX secolo fu costruita una ferrovia tra Krasnovodsk ed Aşgabat, che poi fu estesa a Tashkent; intorno ai territori toccati dalla ferrovia iniziarono a svilupparsi aree urbane. Anche se la regione Transcaspia fu essenzialmente una colonia russa, rimase un'area di interesse minore, ad eccezione delle preoccupazioni russe per le intenzioni coloniali britanniche nella regione, e delle possibili rivolte dei turkmeni.

### Creazione di una repubblica socialista sovietica
Dato che i turkmeni furono sostanzialmente indifferenti all'avvento del governo sovietico nel 1917, negli anni che seguirono si verificarono poche attività rivoluzionarie. Tuttavia, gli anni immediatamente precedenti la rivoluzione erano stati segnati da sporadiche rivolte turkmene contro il dominio russo, in particolare nella rivolta anti zarista del 1916 che si diffuse in tutto il Turkestan. La resistenza armata al dominio sovietico fu parte della più estesa rivolta dei Basmachi, che si estese nell'Asia centrale dagli anni '20 all'inizio degli anni '30, e incluse le aree di molte delle future dipendenze dell'URSS. L'opposizione fu strenua e causò la morte di molti turkmeni. Le fonti sovietiche descrivono queste battaglie come un capitolo minore nella storia della repubblica.
Nell'ottobre 1924, quando l'Asia centrale fu divisa in entità politiche distinte, la Regione Transcaspia e l'Oblast dei Turkmeni della Repubblica Socialista Sovietica Autonoma del Turkestan divennero la Repubblica Socialista Sovietica Turkmena (RSS Turkmena), a tutti gli effetti una repubblica costituente l'Unione Sovietica. Durante la collettivizzazione forzata e altri cambiamenti socio-economici estremi del primo decennio di dominio sovietico, il nomadismo dei pastori cessò di essere una alternativa economica nel Turkmenistan, e dalla fine degli anni '30 la maggioranza dei Turkmeni era divenuta sedentaria. Gli sforzi sovietici di contrastare lo stile di vita tradizionale turkmeno causarono significativi cambiamenti a livello familiare e politico, religioso e culturale, oltre che a livello di sviluppo intellettuale. Molti russi e altri slavi, come anche gruppi di altre nazionalità provenienti principalmente dal Caucaso migrarono nelle aree urbane. Si svilupparono modeste capacità industriali, e ebbero inizio limitati sfruttamenti delle risorse naturali del Turkmenistan.
Con il dominio sovietico tutte le credenze religiose vennero attaccate dalle autorità comuniste, in quanto superstizioni e "vestigia del passato". Molte scuole religiose e le osservanze religiose furono vietate, e la gran parte delle moschee fu chiusa. Durante la seconda guerra mondiale venne istituito un Comitato Musulmano dell'Asia Centrale con quartier generale a Tashkent, per supervisionare la fede islamica nell'area. Questo Comitato funzionò come strumento di propaganda, e le sue attività non fecero molto a favore della causa musulmana. L'indottrinamento ateista minò lo sviluppo religioso e contribuì all'isolamento dei turkmeni dal Comitato internazionale musulmano. Alcune tradizioni religiose, come le sepolture musulmane e la circoncisione, continuarono ad essere praticate anche durante il dominio sovietico, ma molte credenze, conoscenze e tradizioni religiose furono preservate solo nelle aree rurali in forma di Islam non ufficiale, non sanzionate dal Direttorato Spirituale guidato dallo Stato.

### Periodo precedente l'indipendenza

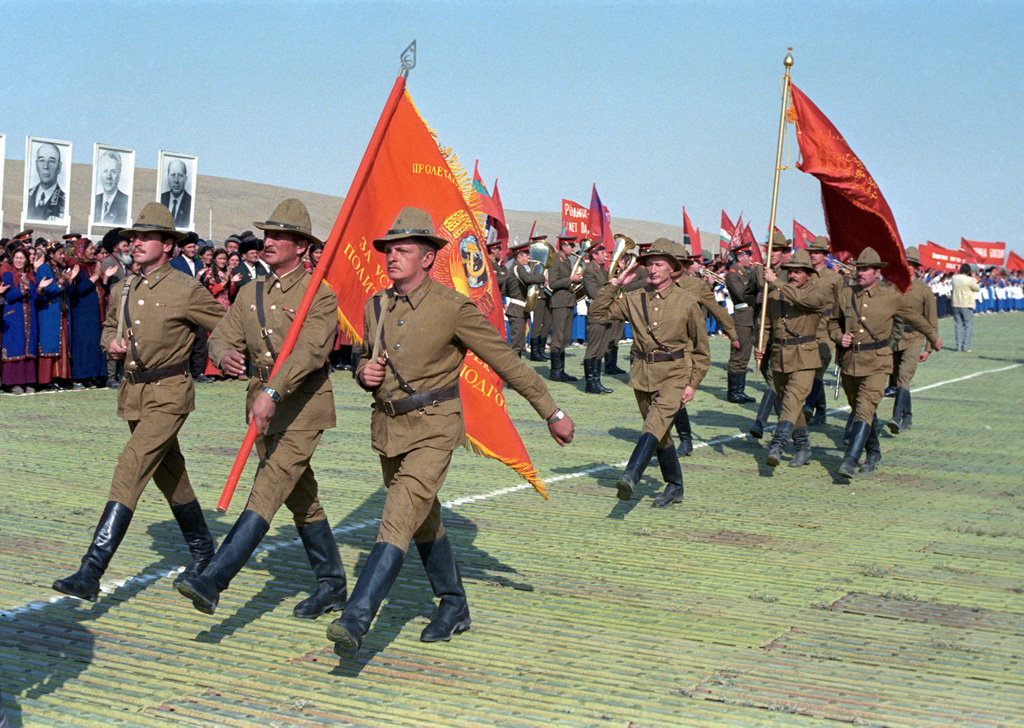
Soldati sovietici di rientro dall'Afghanistan. 20 ottobre 1986, Kuška, Turkmenistan

A partire dagli anni '30, Mosca tenne la repubblica sotto un fermo controllo. La politica delle nazionalità del Partito Comunista dell'Unione Sovietica perseguì lo sviluppo di una élite politica turkmena e promosse la russificazione. Gli slavi, sia a Mosca che in Turkmenistan, supervisionarono da vicino gli ufficiali e i burocrati del governo, in quanto in genere la leadership turkmena sosteneva debolmente le politiche sovietiche. L'avvio di quasi tutte le attività politiche arrivava da Mosca e, ad eccezione di uno scandalo di corruzione a metà degli anni '80 che portò all'allontanamento del Primo Segretario Muhammetnazar Gapurow, il Turkmenistan rimase una repubblica sovietica senza rivolte. Le politiche di glasnost' e perestrojka di Michail Gorbačëv non ebbero impatti significativi sul Turkmenistan, dato che molte persone erano auto-dipendenti e gli abitanti dei territori e i ministri sovietici raramente si incontravano. La repubblica si trovò pertanto piuttosto impreparata alla dissoluzione dell'Unione Sovietica e all'indipendenza che seguì nel 1991.
Quando altre repubbliche costituenti dell'Unione Sovietica avanzarono pretese di sovranità nel 1988 e 1989, la leadership turkmena iniziò a sua volta a criticare le politiche anche economiche di Mosca, tacciandole di sfruttamento del benessere e dell'orgoglio dei turkmeni. Con voto unanime del Soviet Supremo, il Turkmenistan dichiarò la propria sovranità nell'agosto 1990. Dopo il tentativo di colpo di Stato dell'agosto 1991 contro il regime di Gorbačëv a Mosca, il leader comunista turkmeno Saparmyrat Nyýazow indisse un referendum popolare sull'indipendenza. Il risultato ufficiale fu del 94% a favore dell'indipendenza, pertanto il Soviet Supremo della repubblica non poté far altro che dichiarare l'indipendenza del Turkmenistan dall'Unione Sovietica e l'istituzione della Repubblica del Turkmenistan il 27 ottobre 1991. Il Turkmenistan ottenne l'indipendenza dall'Unione Sovietica il 26 dicembre 1991.

## Politica
Come le altre repubbliche sovietiche, il Turkmenistan aveva seguito l'ideologia marxista-leninista governata dall'unico partito della repubblica, il Partito Comunista del Turkmenistan, un ramo del Partito Comunista dell'Unione Sovietica.
La politica del Turkmenistan si svolgeva in un quadro di repubblica socialista monopartitica; il Soviet Supremo era una legislatura unicamerale guidata da un Presidente, ed era superiore sia al potere esecutivo che a quello giudiziario. I suoi componenti si riunivano ad Aşgabat.

### Primi segretari del Partito Comunista del Turkmenistan
I leader del Partito Comunista del Turkmenistan (e di fatto capi dello stato) furono:
1. Ivan Ivanovič Mežlauk           (1924-1926)
2. Şaýmardan Nurimanoviç Ibragimow (1926-1927)
3. Nikolaj Antonovič Paskuckij      (1927-1928)
4. Grigorij Naumovič Aronštam       (1928-1930)
5. Jakov Abramoviĉ Popok            (1930-1937)
6. Anna Muhammedow                   (1937)
7. Jakov Čubin                      (1937-1939)
8. Michail Fonin                     (1939-1947)
9. Şadja Batyrow                   (1947-1950)
10. Balyş Öwezow                      (1950-1951)
11. Suchan Babaev                     (1951-1958)
12. Juma Durdy Karaýew              (1958-1960)
13. Balyş Öwezow                      (1960-1969)
14. Muhammetnazar Gapurow             (1969-1985)
15. Saparmyrat Nyýazow                (1985-1991)

### Presidenti del Consiglio dei Commissari del Popolo
1. Kaihaziz Atabaýew (20 febbraio 1925 – 8 luglio 1937)
2. Aitbaý Hudaýbergenow (ottobre 1937 – 17 ottobre 1945)
3. Suchan Babaev (17 ottobre 1945 – 15 marzo 1946)

### Presidenti del Consiglio dei Ministri
1. Suchan Babaev (15 marzo 1946 – 14 luglio 1951)
2. Balyş Öwezow (14 luglio 1951 – 14 gennaio 1958; 1º mandato)
3. Juma Durdy Karaýew (14 gennaio 1958 – 20 gennaio 1959)
4. Balyş Öwezow (20 gennaio 1959 – 13 giugno 1960; 2º mandato)
5. Abdy Annaliýew (13 giugno 1960 – 26 marzo 1963)
6. Muhammetnazar Gapurow (26 marzo 1963 – 25 dicembre 1969)
7. Oraz Orazmuhammedow (25 dicembre 1969 – 17 dicembre 1975)
8. Bally Ýazkuliýew (17 dicembre 1975 – 15 dicembre 1978)
9. Çary Karriýew (15 dicembre 1978 – 26 marzo 1985)
10. Saparmyrat Nyýazow (26 marzo 1985 – 4 gennaio 1986)
11. Annamurat Hojamyradow (4 gennaio 1986 – 17 novembre 1989)
12. Han Ahmedow (5 dicembre 1989 – 27 ottobre 1991)